# Corniculana
Corniculana (łac. Diocesis Corniculanensis) – stolica historycznej diecezji we Cesarstwie rzymskim w prowincji Mauretania Cezarensis, zlikwidowana w VII w. podczas ekspansji islamskiej, współcześnie w północnej Algierii. Obecnie katolickie biskupstwo tytularne. 

## Biskupi tytularni
| Lp. | Biskup                     | Funkcja                                      | Od              | Do               |
| --- | -------------------------- | -------------------------------------------- | --------------- | ---------------- |
| 1   | Bala Shoury Thumma         | biskup koadiutori Nellore (Indie)            | 22 czerwca 1967 | 16 marca 1970    |
| 2   | Tarcisius Resto Phanrang   | biskup pomocniczy Shillong-Gauhati (Indie)   | 11 czerwca 1990 | 2 sierpnia 1995  |
| 3   | Hyginus Kim Hee-joong      | biskup pomocniczy Gwangju (Korea Południowa) | 9 lipca 2003    | 10 lipca 2009    |
| 4   | Jean de Dieu Raoelison     | biskup pomocniczy Antananarivo (Madagaskar)  | 25 marca 2010   | 11 kwietnia 2015 |
| 5   | Óscar Augusto Múnera Ochoa | wikariusz apostolski Tierradentro (Kolumbia) | 5 czerwca 2015  |                  |